# Увидеть море
Увидеть море (фр. Regarde La Mer) — одна из ранних короткометражек Франсуа Озона. Приз за лучшую женскую роль в Пантине, Приз прессы в Пантине, Конкурс Локарно, Сан-Себастьян, Нью-Йорк.

## Сюжет
На берегу моря, в летнем доме проживает молодая женщина со своей 10-месячной дочерью. Её муж, находящийся в Париже по делам, должен вернуться со дня на день. Однажды в дверь её дома стучится странная незнакомка, путешествующая в одиночестве. Она просит разрешения на пару дней поставить в саду свою палатку. Женщина даёт согласие и затем пытается познакомиться с постоялицей поближе: угощает ужином, предлагает принять ванну, а затем и переночевать в доме.

## В ролях
- Саша Хэйлс (Sasha Hails) — мать
- Марина де Ван (Marina de Van) — Татьяна
- Поль Рау (Paul Raoux) — отец